# Miss Universe 2014
Miss Universe 2014 – 63. wybory Miss Universe. Gala finałowa odbyła się 25 stycznia 2015 w FIU Arena w Miami, Stany Zjednoczone. Miss Universe została reprezentantka Kolumbii Paulina Vega.

## Rezultaty
| Tytuł              | Laureatka |
| ------------------ | --- |
| Miss Universe 2014 | Kolumbia – Paulina Vega |
| I Wicemiss         | Stany Zjednoczone – Nia Sanchez |
| II Wicemiss        | Ukraina – Diana Harkusza |
| III Wicemiss       | Holandia – Yasmin Verheijen |
| IV Wicemiss        | Jamajka – Kaci Fennell |
| Top 10             | Argentyna – Valentina Ferrer · Australia – Tegan Martin · Filipiny – Mary Jean Lastimosa · Hiszpania – Desirée Cordero Ferrer · Wenezuela – Migbelis Castellanos |
| Top 15             | Brazylia – Melissa Gurgel · Francja – Camille Cerf · Indie – Noyonita Lodh · Indonezja – Elvira Devinamira · Włochy – Valentina Bonariva                         |

## Nagrody specjalne
| Tytuł                      | Laureatka                     |
| -------------------------- | ----------------------------- |
| Miss Koleżeńskości         | Nigeria – Queen Celestine     |
| Miss Fotogeniczności       | Portoryko – Gabriela Berrios  |
| Najlepszy kostium narodowy | Indonezja – Elvira Devinamira |